# Východní poušť

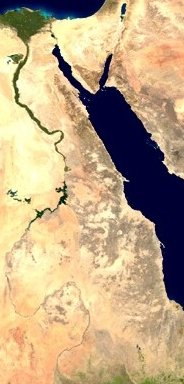
Satelitní snímek znázorňující na severu Východní poušť a na jihu Núbijskou poušť

Východní poušť (anglicky Eastern Desert), někdy též geograficky nesprávně Arabská poušť, je hornatá poušť nacházející se ve východní části Afriky, mezi Nilem a Rudým mořem. Její rozloha je 221.940 km². Podloží, které bylo v prvohorách zvrásněno a později výrazně zarovnáno, tvoří žula a rula. Téměř celé území je pokryto pískem, charakteristickým znakem pro tuto poušť jsou vádí, například vádí Hammámat.
Na jihu navazuje na Východní poušť Núbijská poušť, na východě přechází Východní poušť do řetězce hor, kde je nejvyšší horou Šajb al-Banat (2187 m n. m.).